# Distrito Escolar Independiente de Del Valle

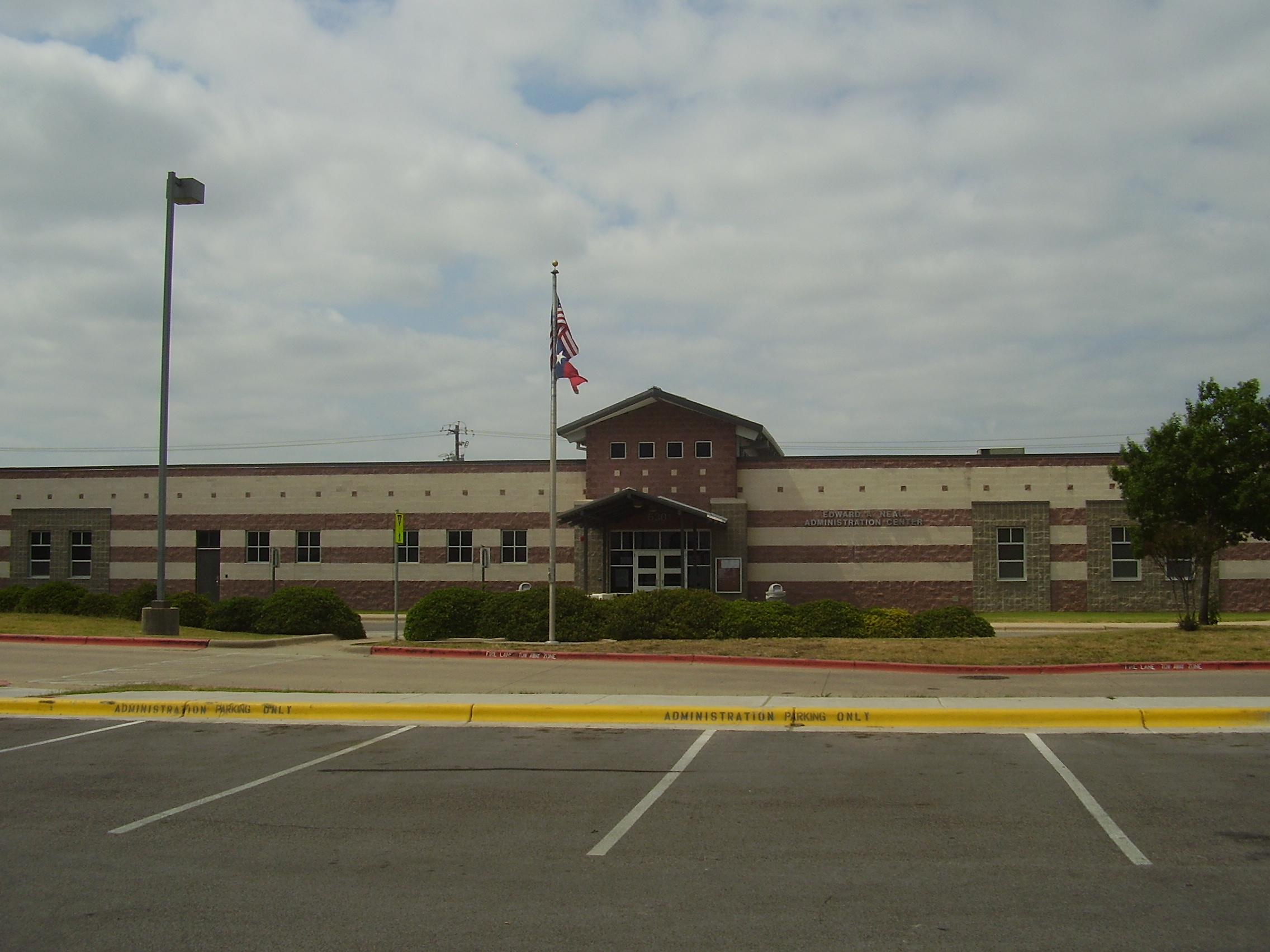
Edward A. Neal Administration Building

El Distrito Escolar Independiente de Del Valle (Del Valle Independent School District) es un distrito escolar de Texas. Tiene su sede en el Edward A. Neal Administration Building en Del Valle, un área no incorporada en el Condado de Travis, Texas. El distrito está localizada en el sureste del Condado de Travis. El DVISD sirve los municipios de Creedmoor, Webberville, y principalmente a Mustang Ridge, y partes de Austin. También sirve las áreas no incorporadas de Del Valle, Elroy, Garfield, Hornsby Bend, y Pilot Knob.
En 1997, debido a que la ciudad de Austin quería construir el Aeropuerto Internacional de Austin-Bergstrom en un área de las escuelas del DVISD (incluyendo la escuela preparatoria y tres escuelas primarias), los votantes del distrito eligieron un bono gubernamental de $38.100.000 para construir nuevas escuelas en una nueva ubicación.

## Escuelas
Escuelas preparatorias:
- Escuela Secundaria Del Valle

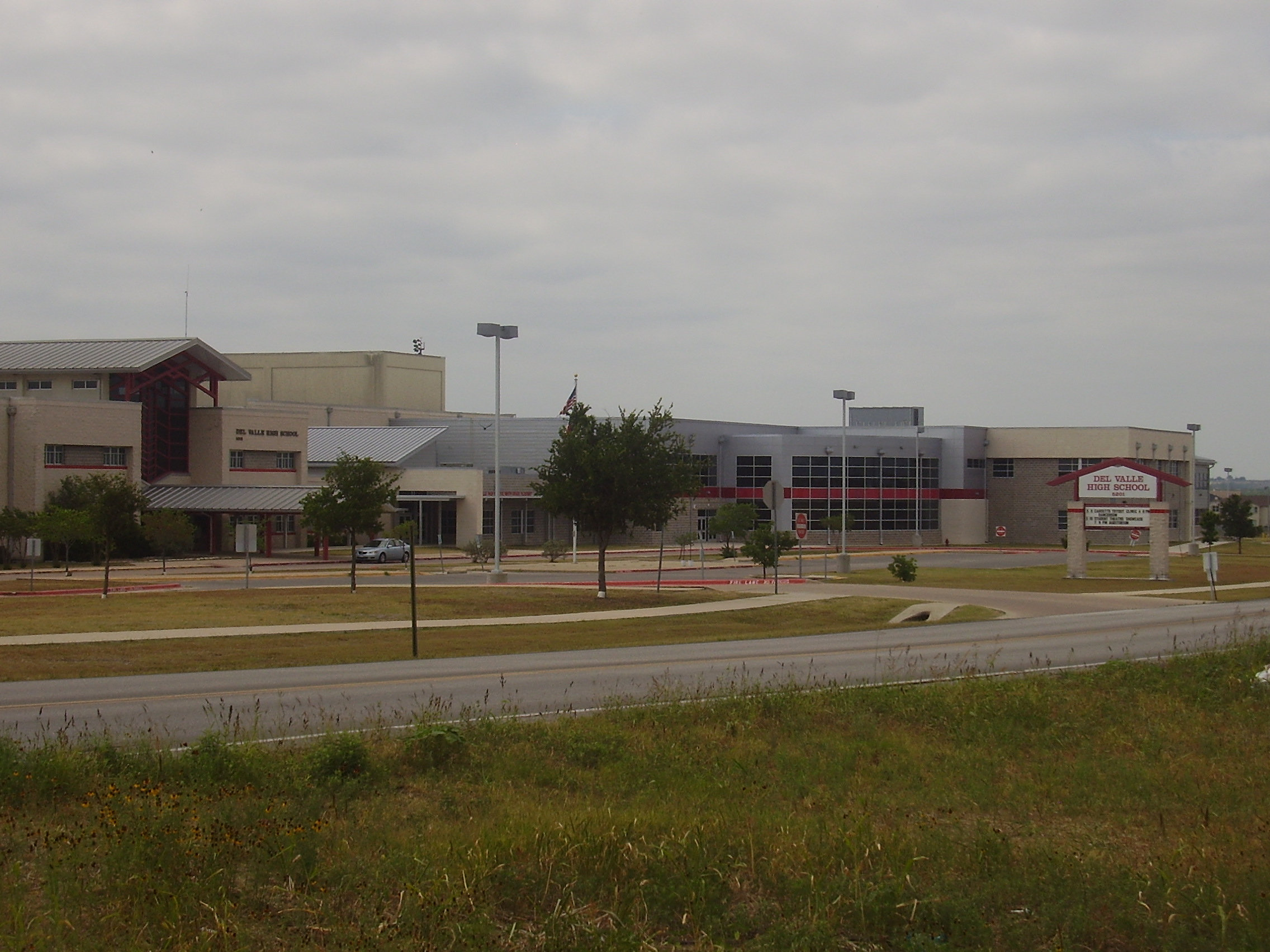
Escuela Sedundaria Del Valle

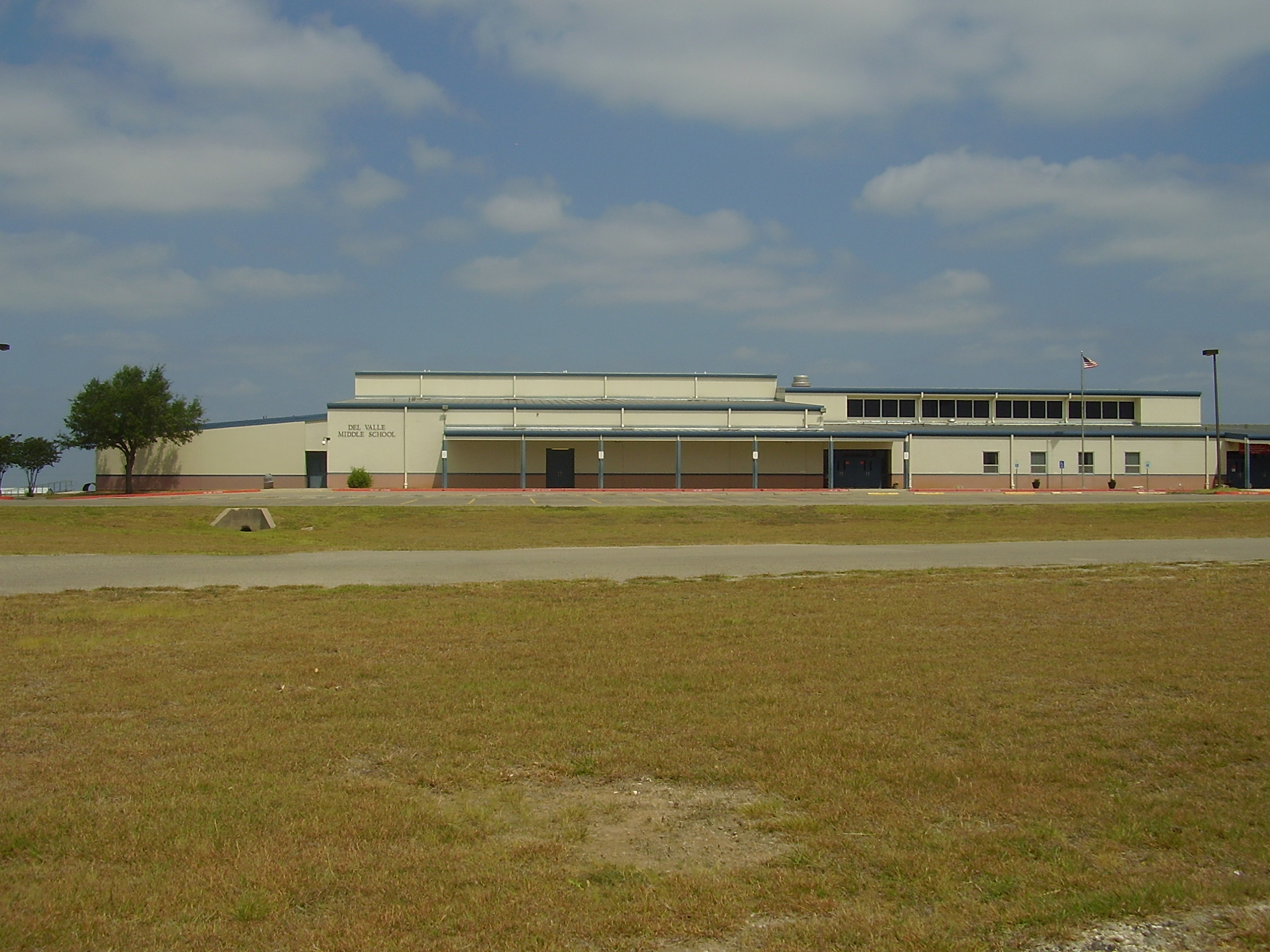
Escuela Intermedia Del Valle

- Centro de Oportunidad Del Valle (Del Valle Opportunity Center)

Escuelas medias:
- Escuela Intermedia Del Valle
- Escuela Intermedia John P. Ojeda
- Escuela Intermedia Dailey

Escuelas primarias:
- Escuela Primaria Baty
- Escuela Primaria Creedmoor
- Escuela Primaria Del Valle
- Escuela Primaria Joseph Gilbert
- Escuela Primaria Hillcrest
- Escuela Primaria Hornsby-Dunlap
- Escuela Primaria Popham
- Escuela Primaria Smith